# Заклязьменський
Заклязьменський (рос. Заклязьменский) — селище, підпорядковане місту Владимиру Владимирської області.
Площа — 81,9 км². Населення становить 1373 особи (2010).

## Історія
Населений пункт розташований на землях фіно-угорського народу мещери.
Від 10 травня 1929 до 26 листопада 2004 року належав до Суздальського району, утвореного спочатку у складі Владимирського округу Івановської промислової області з частини Владимирського повіту Владимирської губернії. Від 1944 року в складі Владимирської області..
Згідно із законом від 26 листопада 2004 року увійшло до складу муніципального утворення місто Владимир.

## Населення
| 2002 | 2010  |
| ---- | ----- |
| 1420 | ↘1373 |